# Sigmund von Birken
Sigmund von Birken (25 avril 1626, Wildstein - 12 juin 1681, Nuremberg) est un écrivain et poète baroque allemand. De confession protestante, il était membre de la société littéraire Pegnesischer Blumenorden fondée en 1644.

## Biographie
fils de Daniel Betelius, éditeur et pasteur luthérien (1582 – 05.1642), et de Veronika Kobold (1593 – 1633), Sigmund von Birken (auparavant appelé Sigmund Betulius) étudia à l’Egidienschule de Nuremberg sous Johann Michael Dilherr et puis au Gymnasium de Nuremberg, de 1643 à 1644 il étudia le droit et la philosophie et plus tard aussi la théologie à Iena entre 1644 et 1645 il fut professeur particulier et s’occupa de l’éducation des princes Anton Ulrich et Ferdinand Albrecht  de Brunswick-Lunebourg. Une fois celle-ci complétée, il continua à travailler au service de ces souverains. Il obtint en 1654/1655 une concession de noblesse héréditaire et le titre de comte palatin. Célèbre poète encore connu aujourd’hui, il compose pour la noblesse dans toute l’Allemagne. Ses deux Stammbücher se trouvent aux archives du Germanisches Nationalmuseum, son portrait a été fait par Jacob von Sandrart. Plusieurs rues portent son nom (notamment à Nuremberg et Buch).
Sigmund von Birken était l’époux en premières noces (xBayreuth 1657) de Margaretha Madgalena (von) Göring (1610 – 15.02.1670). Il avait épousé en secondes noces Clara Catharina Bosch, de Nuremberg (Nuremberg 26.01.1615 – 16.05.1679).

## Œuvres
Von Birken est un des auteurs les plus prolifiques de son époque : parmi ses ouvrages, on peut noter :
- Teutscher Kriegs-Ab- und Friedens-Einzug, 1650
- Der Donau Strand, ouvrage géographique, 1664
- Pegnesische Gesprächspiel-Gesellschaft von Nymfen und Hirten, poèmes pastoraux, 1665 - lire en ligne sur Deutsches Textarchiv
- Todesgedanken und Todtenandenken, 1669
- Pegnesis 1673 & Pegnesis II, poésies pastorales, 1679
- Teutsche Rede-bind- und Dicht-Kunst, poétique, 1679.